# Cheiloneurus tenuistigma
Cheiloneurus tenuistigma is een vliesvleugelig insect uit de familie Encyrtidae. De wetenschappelijke naam is voor het eerst geldig gepubliceerd in 2002 door Anis & Hayat.